# Zenopsis
Zenopsis es un género de peces de la familia Zeidae, del orden Zeiformes. Este género marino fue descrito por primera vez en 1862 por Theodore Gill.

## Especies
Especies reconocidas del género:
- Zenopsis conchifer (R. T. Lowe, 1852)
- Zenopsis nebulosa (Temminck & Schlegel, 1845)
- Zenopsis oblongus Parin, 1989
- Zenopsis stabilispinosa Nakabo, D. J. Bray & Yamada, 2006